# Дюллюкю
Дюллюкю́ (якут. Дүллүкү) — село Верхневилюйского улуса Якутии России. Административный центр Дюллюкинского наслега.

## География
Село расположено на западе региона, в пределах географической зоны таёжных лесов Вилюйского плато Среднесибирского плоскогорья, в 7 км от реки Вилюй.
Расположено на берегу озера Дюллюкю (Большой Дюллюкю) в 28 км к северо-востоку от Верхневилюйска (по автодорогам — 40 км).
Климат
В населённом пункте, как и во всем районе, климат резко континентальный, с продолжительным зимним и коротким летним периодами. Максимальная амплитуда средних температур самого холодного месяца — января и самого теплого — июля составляет 80-97°С. Суммарная продолжительность периода со снежным покровом 6-7 месяцев в год. Среднегодовая температура составляет 11,1°С.

## История
Согласно Закону Республики Саха (Якутия) от 30 ноября 2004 года N 173-З N 353-III село возглавило образованное муниципальное образование Дюллюкинский наслег.

## Население
| 1989 | 2002  | 2010  | 2021  |
| ---- | ----- | ----- | ----- |
| 1300 | ↘1173 | ↗1251 | ↘1109 |

Национальный состав
Согласно результатам переписи 2002 года, в национальной структуре населения якуты (саха) составляли 100 % от общей численности населения.

## Улицы
| - ул. Будургэй, - ул. Восточная, - ул. Гагарина, - ул. Добдур, - ул. Зелёная, | - ул. Куонньук, - ул. Лесная, - ул. М. Фёдорова, - ул. Ойбон Куол, - ул. Октябрьская, | - ул. П. Михайлова, - ул. Партизана Харабаева, - ул. Советская, - ул. Центральная, - ул. Чыыйык. |

## Экономика
Животноводство (мясо-молочное скотоводство, мясное табунное коневодство), пушной промысел.

## Инфраструктура
Работают больница, детский сад, клуб, общеобразовательная школа, почта, отделение Сбербанка, отделение полиции, ветеринарный участок, лесхоз, сельская библиотека.

## Известные уроженцы
- Ильина-Дмитриева Анегина Егоровна (род. 1943) — советская и российская оперная и камерная певица, народная артистка СССР.

## Электронные книги
- Төрүт дойдум Дүллүкүм, 1 чааһа Редколлегия: Ан И. И.- нэһилиэк Баһылыга, Федоров В. Д.- салайааччы- сүбэһит, Саввинова Л. Н.- история учуутала, Васильева В. В.- саха тылын уонна литературатын учуутала, Санникова А. Р.- нэһилиэк библиотекатын сэбиэдиссэйэ, Чукрова Г. А.- музей салайааччыта, учуутал, Афанасьева А. И.- саха тылын уонна литературатын учуутала. - https://dulluku.vvlibr.ru/elektronnue-knigi/2614/
- Төрүт дойдум Дүллүкүм, 2 чааһа — А. М. Федоров-Дулу; редакционнай сэбиэт: Е. А. Николаев[уо.д.а.].-Дьокуускай: Офсет,2021-.Ч.2/ [аан тылы суруйда Е. А. Николаев].-2021.-303с.:ил.,портр. https://dulluku.vvlibr.ru/elektronnue-knigi/2576/
- Өйдүүбүт! Махтанабыт! Сүгүрүйэбит! Хомуйан оҥордулар: «Дүллүкү нэһилиэгэ» муниципальнай тэриллии дьаһалтата уо.д.а. ; киирии тылы суруйда Е. А. Николаев]. — Дьокуускай : Офсет, 2020.- 320 с. : ил  https://dulluku.vvlibr.ru/elektronnue-knigi/2559/
- Үрүҥ халааттаах аанньаллар. https://dulluku.vvlibr.ru/elektronnue-knigi/2486/
- Халлааҥҥа тыгар күн — автор: Николай Васильев- Харыйалаах Уола. https://dulluku.vvlibr.ru/elektronnue-knigi/2407/